# Aleadryas
Aleadryas is een geslacht van zangvogels. Er is één soort:
- Aleadryas rufinucha – Roodnekoreoica